# Gökçebağ, Ayaş
Gökçebağ là một xã thuộc huyện Ayaş, tỉnh Ankara, Thổ Nhĩ Kỳ. Dân số thời điểm năm 2011 là 129 người.